# Dippoldiswalde
Dippoldiswalde è una città di 14 161 abitanti della Sassonia, in Germania.

Appartiene al circondario della Svizzera Sassone-Monti Metalliferi Orientali (targa PIR).
Dippoldiswalde si fregia del titolo di "Grande città circondariale" (Große Kreisstadt).